# Domitille (chanteuse)
 (septembre 2024).
Domitille est une auteure-compositrice et chanteuse française, née le 25 février 1995 à Aix-Les-Bains (Savoie).

## Biographie
Domitille naît à Aix-Les-Bains et passe la plus grande partie de son enfance à Cognin. Elle étudie au lycée Vaugelas. Après son baccalauréat, elle entre en classe préparatoire au lycée Champollion de Grenoble puis intègre Toulouse Business School. Elle suit le programme grande école, puis un MSc en marketing, management et communication. Elle se spécialise en Digital Intelligence & Marketing Analytics. Elle en sort diplômée en 2018.

## Carrière musicale
Bercée par la musique dès son plus jeune âge, Domitille apprend le violon dès ses 8 ans. Puis, avec la sortie du film Les Choristes, elle se passionne pour le chant.
En 2017, Domitille rejoint Paris pour travailler dans une entreprise et commence à faire ses premières scènes dans des bars parisiens. En 2019, elle est contactée, via les réseaux sociaux, par les équipes d'Endemol Shine pour participer au prime musical Together, tous avec moi diffusé sur M6. Après une offre proposée par Garou, Domitille quitte le monde de l’entreprise et se forme en chant, danse et théâtre au sein de l'Académie internationale de comédie musicale dont elle ressort triple diplômée trois ans plus tard.
En 2021, Domitille participe à The Voice et en 2022, elle décroche un contrat en tant que meneuse de revue au sein des cabarets Voulez-vous. Un an plus tard, elle choisit de quitter le cabaret pour se consacrer pleinement au développement de sa carrière d'auteure, compositrice et interprète, « elle aspire à chanter ses propres chansons de variété française ». Elle dévoile un extrait de son premier single lors de son passage dans l'émission de Willy Rovelli sur France Bleu, On n'est pas à l'abri de faire une bonne émission, pour une sortie prévue fin octobre 2024[Passage à actualiser].